# غافين ستراكان
غافين ستراكان (بالإنجليزية: Gavin Strachan)‏ هو صحفي ولاعب كرة قدم بريطاني في مركز الوسط، ولد في 23 ديسمبر 1978 في أبردين في المملكة المتحدة. شارك مع منتخب اسكتلندا تحت 21 سنة لكرة القدم. أما مع النوادي، فقد لعب مع سانت نيوتس تاون وستوكبورت كونتي وكوفنتري سيتي ونادي بيتربورو يونايتد ونادي دندي ونادي ساوثيند يونايتد ونادي كوربي تاون ونادي ماذرويل ونادي هارتلبول يونايتد ونوتس كاونتي.

## وصلات خارجية
- غافين ستراكان على موقع قاعدة بيانات كرة القدم.إي يو (الإنجليزية)
- غافين ستراكان على موقع Soccerbase.com (لاعب) (الإنجليزية)
- غافين ستراكان على موقع Soccerway.com (الإنجليزية)
- غافين ستراكان على موقع عالم كرة القدم.نت (الإنجليزية)